# Emmesomyia apicalis
Emmesomyia apicalis är en tvåvingeart som beskrevs av Malloch 1917. Emmesomyia apicalis ingår i släktet Emmesomyia och familjen blomsterflugor. Inga underarter finns listade i Catalogue of Life.